# Dębina (powiat czarnkowsko-trzcianecki)
Dębina – osada leśna w Polsce położona w województwie wielkopolskim, w powiecie czarnkowsko-trzcianeckim, w gminie Krzyż Wielkopolski.